# Provincia di Carrasco
La provincia di Carrasco è una delle 16 province del dipartimento di Cochabamba, nella parte centrale della Bolivia. Il capoluogo è Totora.
Secondo il censimento del 2001 possedeva una popolazione di 116.205 abitanti.

## Geografia antropica

### Suddivisioni amministrative
La Provincia comprende 6 comuni:
- Totora
- Pojo
- Pocona
- Chimoré
- Puerto Villarroel
- Entre Ríos